# Seth Godin
Seth Godin (Mount Vernon, 10 luglio 1960) è uno scrittore e imprenditore statunitense.

## Biografia
Nel 1979 si laurea in informatica e filosofia all'Università Tufts e in seguito consegue il Master in business administration alla Stanford Graduate School of Business. Dal 1983 al 1986 lavora come brand manager di Spinnaker Software e per un certo tempo si sposta ogni settimana tra la California e Boston sia per il suo nuovo lavoro sia per completare il suo master.
Dopo aver lasciato Spinnaker Software nel 1986, Godin usa 20.000 dollari dei suoi risparmi per fondare in un monolocale di New York la Seth Godin Productions, una società che si occupa di packaging editoriale. È in quello stesso ufficio che Godin incontra Mark Hurst con il quale nel 1995 fonda Yoyodyne, in seguito acquisita da Yahoo!.
Dopo alcuni anni Godin vende la Seth Godin Productions ai dipendenti e concentra i suoi sforzi su Yoyodyne introducendo e sviluppando su Internet i concetti di permission marketing (i messaggi pubblicitari e le offerte commerciali sono inviati soltanto dopo il consenso dell'utente), di viral marketing e di direct marketing. Per un certo periodo di tempo, Godin ha inoltre collaborato come editorialista per la rivista Fast Company.

## Opere
- (EN) Godin, Seth, The Smiley Dictionary, Berkeley, Peachpit Press, 1993, ISBN 1-56609-008-3.
- (EN) Godin, Seth, eMarketing: Reaping Profits on the Information Highway, New York, Berkley Pub. Group, 1995, ISBN 0-399-51904-1.
- (EN) Godin, Seth, Permission marketing: turning strangers into friends, and friends into customers, New York, Simon & Schuster, 1999, ISBN 0-684-85636-0.
- (EN) Godin, Seth, Unleashing the Ideavirus (PDF), New York, Hyperion, 2001, ISBN 0-7868-8717-6. URL consultato il 18 maggio 2018 (archiviato dall'url originale il 5 aprile 2007).
- (EN) Godin, Seth, The Big Red Fez: How To Make Any Web Site Better, New York, Free Press, 2002,  pp. 112, ISBN 0-7432-2790-5.
- (EN) Godin, Seth, Survival is not enough: zooming, evolution, and the future of your company, New York, Free Press, 2002, ISBN 0-7432-2571-6.
- (EN) Godin, Seth, Purple Cow: Transform Your Business by Being Remarkable, Portfolio, 2003,  p. 224, ISBN 1-59184-021-X.
- (EN) Godin, Seth, Free Prize Inside!: The Next Big Marketing Idea, Penguin USA Portfolio, 2004,  p. 256, ISBN 1-59184-041-4.
- (EN) Godin, Seth, All Marketers Are Liars: The Power of Telling Authentic Stories in a Low-Trust World, Portfolio Hardcover, 2005, ISBN 1-59184-100-3.
- (EN) Godin, Seth; the Group of 33, The Big Moo: Stop Trying to be Perfect and Start Being Remarkable, Portfolio Hardcover, 2005, ISBN 1-59184-103-8.
- (EN) Godin, Seth, Small Is the New Big: and 193 Other Riffs, Rants, and Remarkable Business Ideas, Portfolio Hardcover, 2006, ISBN 1-59184-126-7.
- (EN) Godin, Seth, The Dip: A Little Book That Teaches You When to Quit (and When to Stick), Portfolio Hardcover, 2007, ISBN 1-59184-166-6.
- (EN) Godin, Seth, Meatball Sundae: Is Your Marketing out of Sync?, Portfolio Hardcover, 2008, ISBN 1-59184-174-7.
- (EN) Godin, Seth, Tribes: We Need You to Lead Us, Portfolio Hardcover, 2008,  p. 160, ISBN 1-59184-233-6.
- (EN) Godin, Seth, Linchpin: Are You Indispensable?, Portfolio Hardcover, 2010,  p. 256, ISBN 1-59184-316-2.
- (EN) Godin, Seth, Poke the Box, Portfolio Hardcover, 2011, ISBN 1-936719-00-2.
- (EN) Godin, Seth, We Are All Weird, The Domino Project, 2011, ISBN 1-936719-22-3.
- (EN) Godin, Seth, The Icarus Deception: How High Will You Fly?, Portfolio Penguin, 2012, ISBN 0-6709-2292-7.
- (EN) Godin, Seth, This Is Marketing: You Can't Be Seen Until You Learn To See, Seth Godin, 2018, ISBN 978-0-525-54083-0.

### Traduzioni in italiano
- Godin, Seth, Il vicolo cieco: Il piccolo libro che vi insegna a comprendere se insistere o rinunciare, MGMT Edizioni, 2018, ISBN 978-88-85783-02-7.
- Godin, Seth, La mucca viola. Farsi notare (e fare fortuna) in un mondo tutto marrone, Sperling & Kupfer, MGMT Edizioni, 2004. Nuova ed. ROI Edizioni 2021.